# Joan Chelimo Melly
Joan Chelimo Melly (10 de noviembre de 1990) es una deportista rumana de origen keniano que compite en atletismo, especialista en las carreras de fondo. Ganó una medalla de plata en el Campeonato Europeo de Atletismo de 2024, en la prueba de media maratón.

## Palmarés internacional
| Campeonato Europeo | Campeonato Europeo | Campeonato Europeo | Campeonato Europeo |
| Año                | Lugar              | Medalla            | Prueba             |
| ------------------ | ------------------ | ------------------ | ------------------ |
| 2024               | Roma (Italia)      | Medalla de plata   | Media maratón      |